# Administração do Ciberespaço da China
Administração do Ciberespaço da China (ACC; chinês simplificado: 中华人民共和国国家互联网信息办公室, pinyin: Zhōnghuá rénmín gònghéguó guójiā hùliánwǎng xìnxī bàngōngshì) é o órgão responsável pela regulamentação nacional da Internet na República Popular da China. Sua atuação inclui o combate à desinformação e a supervisão do conteúdo online e a aplicação de restrições para garantir que o conteúdo esteja em conformidade com as políticas governamentais e a segurança cibernética.

## Estrutura
A Administração do Ciberespaço da China é o braço executivo da Comissão Central de Assuntos do Ciberespaço do Partido Comunista Chinês são uma instituição com dois nomes. A ACC está envolvida na formulação e implementação de políticas sobre uma variedade de questões relacionadas à internet na China. Está sob jurisdição direta da Comissão Central de Assuntos do Ciberespaço, uma instituição do partido subordinada ao Comitê Central do Partido Comunista Chinês. O diretor das instituições do estado e do partido é Zhuang Rongwen, que atua simultaneamente como vice-chefe do Departamento Central de Propaganda do PCC.
A ACC é a proprietária majoritária da China Internet Investment Fund, que tem participação acionária em empresas de tecnologia como ByteDance, Weibo Corporation, SenseTime e Kuaishou.
Os esforços da ACC foram associados a um impulso mais amplo do governo de Xi Jinping, caracterizado por Xiao Qiang, chefe do China Digital Times, como um "ataque feroz à sociedade civil". Isso incluiu confissões forçadas de jornalistas de televisão, desfiles militares, dura censura da mídia e muito mais. A ACC também organiza a Conferência Mundial da Internet.
A ACC inclui os seguintes departamentos: um Centro de Comando de Emergência de Segurança na Internet, um Centro de Serviços de Agência e um Centro de Relatórios de Informações Ilegais e Insalubres. A ACC também mantém algumas funções de combate a desinformação, censura, incluindo a emissão de diretivas para empresas de mídia na China. Depois de uma campanha para prender quase 200 advogados e ativistas na China, a ACC publicou uma diretiva dizendo que "Todos os sites devem, sem exceção, usar como padrão relatórios oficiais e autorizados da mídia com relação à detenção de advogados causadores de problemas pelos relevantes departamentos.".
Lu Wei, até 2016 chefe do ACC, anteriormente era chefe do Departamento de Propaganda de Pequim e supervisionava o Escritório de Gerenciamento da Internet, um "esforço humano maciço" que envolveu mais de 60.000 trabalhadores de propaganda na Internet e dois milhões de outros empregados fora da folha de pagamento. Foi essa experiência que ajudou o secretário-geral Xi Jinping a selecionar Lu como chefe do recém-formado órgão regulador da Internet, a ACC.

## Políticas
Entre as áreas reguladas pela ACC estão os nomes de usuários na Internet chinesa, a adequação das observações feitas online, as redes privadas virtuais, o conteúdo dos portais da Internet e muito mais.
De acordo com um projeto de lei de segurança cibernética, divulgado em 6 de julho de 2015, a ACC trabalha com outros reguladores chineses para formular um catálogo de "equipamentos de rede chave" e "produtos de segurança de rede especializados" para certificação. A ACC também está envolvida na revisão da aquisição de produtos ou serviços de rede para considerações de segurança nacional. Os dados armazenados fora da China por empresas chinesas também devem passar pela aprovação da ACC.
Segundo a mídia estatal Xinhua, a ACC foi responsável por emitir um "compromisso voluntário" que deveria ser cumprido pelos principais portais da Internet na China sobre os comentários que seriam ou não permitidos em seu site. Entre as categorias de comentários banidos, estavam incluídos aqueles que "prejudicavam a segurança nacional", "prejudicavam a honra ou os interesses da nação", "prejudicavam as políticas religiosas da nação", "espalhavam boatos, perturbavam a ordem pública" e "usavam intencionalmente o caráter combinações para evitar a censura.".
Em 2015, a ACC também foi responsável por perseguir usuários da Internet e sites que publicaram "rumores" após uma explosão na cidade portuária de Tianjin. Esses rumores incluíam alegações de que as explosões mataram 1.000 pessoas, ou que houve saques ou brigas de liderança como resultado da explosão. No mesmo ano, a ACC estreou uma canção que Paul Mozur, do The New York Times, chamou de "um retrocesso às canções revolucionárias que glorificam o estado". A música incluía os versos: “Unificado com a força de todos os seres vivos, dedicado a transformar a aldeia global na cena mais bonita” e “Um poder da Internet: diga ao mundo que o sonho chinês está elevando a China”.
A ACC recebeu a responsabilidade de revisar a segurança de dispositivos fabricados por países estrangeiros. Em maio de 2020, a ACC anunciou uma campanha para "limpar" o conteúdo político e religioso online considerado ilegal. Em julho de 2020, a ACC iniciou uma ação de censura de três meses no We-Media na China. Em dezembro de 2020, a ACC removeu 105 aplicativos, incluindo o do Tripadvisor, das lojas de aplicativos da China que foram considerados "ilegais" em um movimento para "limpar a internet da China".
Em 2021, a ACC lançou uma linha direta para relatar comentários online contra o Partido Comunista Chinês, incluindo comentários que considerou "niilismo histórico". Em 2022, a ACC publicou regras que determinam que todos os comentários online devem ser pré-revisados antes de serem publicados. Durante os protestos COVID-19 de 2022 na China, a ACC instruiu empresas como Tencent e ByteDance a intensificar seus esforços de censura.
Em janeiro de 2023, a ACC ordenou que qualquer conteúdo que exibisse "emoções sombrias" fosse censurado durante as celebrações do Ano Novo Lunar como parte de sua campanha de "retificação do ambiente de Internet do Festival da Primavera".

### Inteligência artificial
Em abril de 2023, a ACC propôs regras de que o conteúdo produzido por inteligência artificial "deve refletir os valores centrais do socialismo". Em julho de 2023, a ACC anunciou um requisito de licenciamento para sistemas de inteligência artificial generativa.

### Cooperação com a Rússia
Desde pelo menos 2017, a ACC coopera com o principal regulador e censor da internet da Rússia, Roskomnadzor.